# 格利泽86b
格利泽86b（也被称为格利泽86Ab，以区别于该系统中的恒星伴星格利泽86B）是一颗位于波江座、距离地球约36光年的系外行星，其母星为K型矮星格利泽86A。1998年11月，法国科学家发现了该行星。该行星的轨道十分接近其母星，轨道周期为15.77地球日。
依巴谷卫星所作的初步天体测量表明该行星的轨道倾角达到了164°，由此推算其质量为15MJ，在这种质量级别上，它更可能是一颗褐矮星。不过，后来的进一步分析发现依巴谷卫星的观测数据存在较大误差，不足以精确恒星伴星的轨道，故至今还不知道该行星的轨道倾角和真实质量。
利用视向速度法观测发现，在去除格利泽86b的影响之后，格利泽86仍然表现出一种线性运动的趋势，这可能与其白矮星伴星的轨道运动有关。